# Miss República Dominicana 1962
El certamen Concurso Nacional de Belleza Señorita República Dominicana fue aguantado el 29 de enero de 1962. Había 26 delegadas en el concurso. La ganadora, Señorita República Dominicana o Señorita Azúcar escogida representará la República Dominicana en el Miss Universo 1962. Señorita Café fue al Miss Internacional 1962.  Señorita Merengue fue a la Feria de la Chinita 1962.

## Resultados
| Resultados                         | Candidatas |
| ---------------------------------- | --- |
| Señorita República Dominicana 1962 | Puerto Plata - Sarah Frómeta |
| Señorita Café                      | Santiago Rodríguez - Milagros García |
| Señorita Merengue                  | Peravia - Caty Zamora |
| Semi-finalistas                    | Azua - Lize Oman Ciudad Santo Domingo - Eliza Abreu Distrito Nacional - Gina Rosal Jimaní - Clarisa Germán Pedernales - Fernánda Gómez San Juan - Iris Tavarez San Rafael - Mireya Merán Santiago' - Carina Santana Valverde - Luz del Ára |

## Candidatas
| Representa           | Candidata                         | Oriunda                      |
| -------------------- | --------------------------------- | ---------------------------- |
| Azua                 | Lize Germania Oman Garzón         | Padre Las Casas              |
| Bahoruco             | Merian Fausta Peralta Peralta     | Neiba                        |
| Barahona             | Fausta Reina Aroyo Tatís          | Santa Cruz de Barahona       |
| Ciudad Santo Domingo | Eliza Desireé Abreu Olis          | Santo Domingo                |
| Dajabón              | Teodora Mary Ureña Panís          | Dajabón                      |
| Distrito Nacional    | Gina Marianela Rosal Duarte       | Santo Domingo                |
| Duarte               | Altagracia Teresita Lara Eros     | San Francisco de Macorís     |
| Espaillat            | Miledís Margarita Reyes Roid      | Moca                         |
| Jimaní               | Clarisa Laura Germán Peralta      | Duvergé                      |
| La Altagracia        | Margarita María Rojas Rosario     | La Romana                    |
| La Vega              | Ana Lissette Ferro Ynoa           | Jarabacoa                    |
| Monte Cristi         | Carmen Isabel Fermín Garca        | San Fernando de Monte Cristi |
| Pedernales           | Fernánda Carlixta Gómez Valle     | Pedernales                   |
| Peravia              | Catherine Alexis Zamora Camú      | San José de Ocoa             |
| Puerto Plata         | Sarah Olimpia Frómeta Pou         | Sosúa                        |
| Salcedo              | María Teresa Solís Colmenares     | Salcedo                      |
| Samaná               | Julisa de Reina Asturias Indriago | Nagua                        |
| San Cristóbal        | Milly Carina Reyes Vegas          | Bajos de Haina               |
| San Juan             | Iris Ceneyda Tavarez Matos        | San Juan de la Maguana       |
| San Pedro de Macorís | Ynés Daina Vargas Garoid          | San Pedro de Macorís         |
| San Rafael           | Mireya Marelne Merán Martínez     | Comendador                   |
| Sánchez Ramírez      | Denise Carmela Álvarez Voyd       | Cotuí                        |
| Santiago             | Carina Valentina Santana Cabrera  | Santiago de los Caballeros   |
| Santiago Rodríguez   | Milagros del Carmen García Duval  | San Ignacio de Sabaneta      |
| Seibo                | Ana Lucía Lara Tenerife           | Santa Cruz de El Seibo       |
| Valverde             | Luz Clarita del Ára Polanco       | Santa Cruz de Mao            |

## Trivia
- Miss Jimaní y Miss San Pedro de Macorís entraría al Miss República Dominicana 1966.